# Werner Hahn (Mediziner)
Werner Hahn (* 7. März 1912 in Trier; † 14. Januar 2011 in Kiel) war ein deutscher Kieferchirurg und Professor für Zahn-, Mund- und Kieferheilkunde.

## Werdegang
Als Sohn eines Justizrates geboren, studierte Hahn nach der Reifeprüfung an einem Gymnasium in Trier an der Rheinischen Friedrich-Wilhelms-Universität Bonn und der Heinrich-Heine-Universität Düsseldorf Zahnheilkunde. Hahn erlangte seine Approbation als Zahnarzt und wurde 1934 zum Doctor med. dent. promoviert. Es folgte eine Assistentszeit bei Georg Axhausen in Berlin und in der Charité, während er sein Studium der Medizin begann, das der Zweite Weltkrieg zunächst unterbrach.
Hahn war Mitglied der SA, 1942 wechselte er zur SS. Am 21. November 1941 beantragte er die Aufnahme in die NSDAP und wurde zum 1. Januar 1942 aufgenommen (Mitgliedsnummer 8.980.239).
Während der Kriegsjahre arbeitete er als Leiter der Kieferstation in einem Luftwaffen-Lazarett. Noch vor dem Ende des Krieges wurde er Fachzahnarzt für Kieferchirurgie. 1947 wurde ihm die Leitung der Chirurgischen Abteilung der Universitäts- und Poliklinik für Zahn-, Mund- und Kieferkrankheiten an der Westfälischen Wilhelms-Universität Münster übertragen. Im Jahr 1952 wurde er in Münster zum Doctor med. promoviert. Danach wurde Oberarzt der von Eugen Wannenmacher geleiteten Universitäts-Kieferklinik in Münster. 1955 wurde Hahn dort Privatdozent und 1961 zum außerplanmäßigen Professor ernannt. Im gleichen Jahr erfolgte seine Berufung als außerordentlicher Professor nach Kiel, wo er die Leitung der Chirurgischen Abteilung der Klinik für Zahn-, Mund- und Kieferkrankheiten übernahm und 1965 zum ordentlichen Professor der Universität Kiel ernannt wurde. Von 1958 bis 1969 war er Vorstandsmitglied der Arbeitsgemeinschaft für Kieferchirurgie, ab 1965 Fellow der International Association of Oral Surgeons, ab 1969 Fellow der International Academy of Cytology und ab 1972 FDI-Chairman der Commission on Dental Research. IADR. 1969 bis zu seiner Emeritierung 1980 war er Ordinarius für Mund-, Kiefer- und Gesichtschirurgie an der Christian-Albrechts-Universität zu Kiel.
Im Jahr 1976 gründete er den Arbeitskreis für Forensische Odonto-Stomatologie (AKFOS) der Deutschen Gesellschaft für Zahn-, Mund- und Kieferheilkunde (DGZMK) und war mehr als 20 Jahre lang sein Vorsitzender. Er setzte sich von Anbeginn an für die Weiterbildung zum „Fachzahnarzt für Forensische Odonto-Stomatologie“ ein, jedoch ohne Erfolg.
Hahn war evangelisch, hatte 1942 Gisela Martini geheiratet und hatte drei Kinder (Volker, Wiebke und Simone). Er lebte in Altenholz-Stift. 1981, zwei Jahre nach seiner Emeritierung, übernahm er für zwanzig Jahre die wissenschaftliche Leitung des neu gegründeten Heinrich-Hammer-Instituts in Kiel, der zentralen Fortbildungseinrichtung der Zahnärztekammer Schleswig-Holsteins.

## Mitgliedschaften
- persönliches Mitglied der World Dental Federation (FDI)
- Gutachter der Deutschen Forschungsgemeinschaft
- Mitglied des Reference-Zentrums für präkanzeröse Bedingungen der Weltgesundheitsorganisation (WHO)
- Vorstand der Akademie Praxis und Wissenschaft
- Vorstand der Deutschen Gesellschaft für Zahn-, Mund- und Kieferheilkunde (DGZMK)
- 20 Jahre lang 1. Vorsitzender des  Arbeitskreises für Forensische Odonto-Stomatologie (AKFOS)
- korrespondierendes Mitglied der Deutschen Gesellschaft für Rechtsmedizin

## Ehrungen
- Goldmedaille der Società Italiana di odonto-stomatologia e chirurgia maxillo-facciale
- Goldene Ehrennadel der Bundeszahnärztekammer[6]
- Ehrennadel der Deutschen Gesellschaft für Zahn-, Mund- und Kieferheilkunde (DGZMK)[7]
- Ehrenmitglied der Deutschen Gesellschaft für Zahn-, Mund- und Kieferheilkunde[8]
- Semmelweis-Medaille der Universität Budapest
- Fortbildungsmedaille der Zahnärztekammer Schleswig-Holstein
- Ehrung durch den Arbeitskreis für Forensische Odonto-Stomatologie (AKFOS)[9]